# Karel Pollak
Karel Pollak, slovenski poslovnež in industrialec,* 28. oktober 1853, Kranj, Avstrijsko cesarstvo, † 9. julij 1937, Ljubljana, Kraljevina Jugoslavija.

## Življenje
Karel Pollak se je rodil 28. oktobra 1853 v Kranju. Po zgodnji očetovi smrti se je izučil v Tržiču usnjarstva pri stricu Valentinu Pollaku, s katerim se je njegova mati Ana roj. Jalen drugič poročila. 
Že leta 1875 je v Ljubljani ustanovil trgovino z usnjem, ter organiziral uvoz kož v Ljubljano s pomočjo sorodnika Alfreda Pollaka in izvoz usnja na Ogrsko, Balkan, Združeno kraljestvo in Švedsko. Šlo mu je tako dobro, da je 1893 kupil od vdove Marije Mallyjeve, roj. Pollak, svoje sestrične, strojarno njenega pokojnega moža Vincenca Mallyja na Lajhu v Kranju. Leta 1900 je za pol milijona kron kupil usnjarno Ivana Janescha v Ljubljani, ter jo 1902 razširil in prenovil. 
Usnjarna v Kranju je izdelovala predvsem fino svinjsko usnje, ki je hitro zaslovelo v Združenem kraljestvu in Franciji, ljubljanska pa vse vrste telečjega usnja (jermene, podplate in pod.), pozneje tudi poceni čevlje, ki so jih prodajali na semnjih. Obe usnjarni sta prodajali in izvažali svoje izdelke po celi Avstro-Ogrski, na Balkan, v Nemčijo, Združeno kraljestvo , Francijo, Rusijo in celo v ZDA. Redno sta zaposlovali do 500 delavcev, v dobrih letih tudi 700. 
Velik razmah in zaslužek je prinesla Pollaku in njegovim podjetjem prva svetovna vojna, ko je bila njegov največji naročnik vojska. Ustanovitev Kraljevine SHS pa je njegovemu podjetju prinesla še večji razvoj in rast. 
Leta  1920 je svoje podjetje skupaj s sinovi Karlom, Ivanom in Pavlom,  preoblikoval v družinsko delniško družbo Carl Pollak d.d. z delniško glavnico 1½ milijona dinarjev, s katero je usnjarno v Ljubljani razširil na 3 nadstropja, jo prenovil, opremil z modernimi stroji in vanjo uvedel nove pridelovalne načine, tako da se je njena proizvodna kapaciteta potrojila. Leta 1922 je Carl Pollak d.d. prevzel še bivšo usnjarno Ivana Tomšiča na Vrhniki, ki jo je Pollak preuredil v usnjarno za fino leščeno usnje. Tovarna se je najprej preimenovala v Indus - Pollak, Konec maja 1933 se je podjetje prevzeto s strani Mestne hranilnice in preimenovano v Indus, tovarna usnja in usnjatih izdelkov v Ljubljani.
Politično Pollak ni bil posebej aktiven, čeprav je bil član Katoliško narodne stranke in pozneje Slovenske ljudske stranke. Kot tak je z Janezom Evangelistom Krekom in Andrejem Kalanom novembra 1897 ustanovil Krščansko socialno delavsko zvezo ter bil njen prvi predsednik. Leta 1932 se je star 80 let, umaknil iz javnosti in posle prepustil sinovom. Umrl je 9. julija 1937 v Ljubljani.